# سیارک ۵۴۴

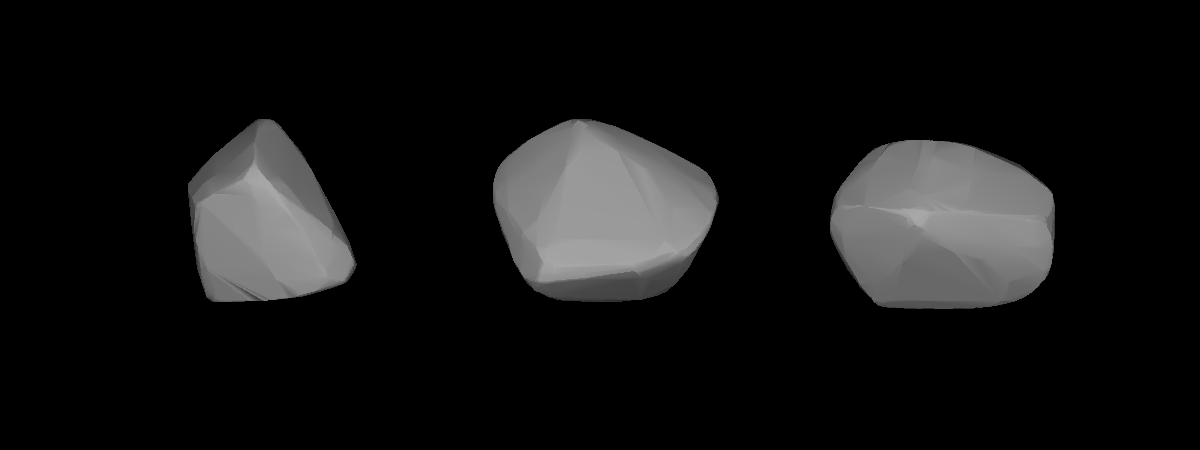
مدل سه‌بُعدی سیارک ۵۴۴ بر طبق منحنی نور آن

سیارک ۵۴۴ (به انگلیسی: 544 Jetta، نامگذاری:1904OU) پانصد و چهل و چهارمین سیارک کشف شده‌است که در ۱۱ سپتامبر ۱۹۰۴ و در هایدلبرگ کشف شد.
قدر مطلق سیارک برابر ۹٫۹۰ است.